# Solca
Solca là một thị xã thuộc hạt Suceava, România. Dân số thời điểm năm 2002 là 4462 người.